# EHC Münster
Der EHC Münster war ein Eishockeyverein aus Münster in Nordrhein-Westfalen.

## Geschichte
Über die Gründung des Vereins ist nichts bekannt. Die Münsteraner schafften 1984 den Aufstieg in die seinerzeit viertklassige Regionalliga West. Allerdings wurde die Mannschaft in der Saison 1984/85 mit nur einem Sieg abgeschlagener Letzter. Während der folgenden Saison 1985/86 zog der Verein seine Mannschaft zurück. Der Verein machte 1986 einen Neustart in der Bezirksliga und stieg auf Anhieb in die NRW-Liga auf. 1989 stiegen die Münsteraner wieder aus der NRW-Liga ab.
Der EHC Münster galt in den erfolgreichsten Zeiten als Publikumsmagnet und konnte in den ersten Jahren seines Bestehens weit über 1000 Zuschauer begrüßen. 1989 löste sich der Verein nach einer Fusion mit dem ECL Rheine auf.

## Persönlichkeiten
- Horst Kubik
- Kurt Lammert
- Rüdiger Lannert
- Greg Pruden